# Slip dem ind og ud på motorvejen
|  | Denne artikel er oprettet af botten Steenthbot ud fra en ekstern database. Den kan derfor have sproglige fejl eller mangler. Denne skabelon kan fjernes efter kontrol af indholdet. |

Slip dem ind og ud på motorvejen er en dansk dokumentarfilm fra 1971 instrueret af Werner Hedman efter eget manuskript.

## Handling
Film om hvordan man gebærder sig på en motorvej fx ved sammenfletning, vognbaneskift, uheld m.m. Filmen er en del af en serie på syv, der hovedsagelig drejer sig om de færdselsregler og faresituationer, der er særlig aktuelle i sommertrafikken. De syv titler er 'Køreklar', 'Ting og Sager', 'Huset bag vognen', 'Kørsel i sommerlandet', 'Parkering i sommerlandet', 'Slip dem ind og ud på motorvejen' og 'På 2 hjul'.